# Scooby-Doo és Scrappy-Doo (1980)
A Hanna-Barbera készített 1980-ban egy új Scooby-Doo és Scrappy-Doo-sorozatot ugyanazzal a címmel, mint az előző spin-off, viszont más formátumban. Ebből a sorozatból kihagyták Fredet, Diánát és Vilmát, illetve ezek a részek már három hétperces humoros szegmensből állnak Scooby, Scrappy és Bozont főszereplésével, elhagyva ezzel az egy félórás rejtély formátumát. 
Ezt a spin-offot Amerikában a The Richie Rich/Scooby-Doo Show blokk részeként adták új epizódokkal 1980-1982-ig, majd a The Scooby-Doo/Scrappy-Doo/Puppy Hour részeként 1982–1983-ig. A legtöbb antihős vagy antagonista igazi volt annak ellenére, hogy eredetileg a gonosztevők álruhába bújt gazfickók voltak. 
A hétperces változat második (The Richie Rich/Scooby-Doo Show) és harmadik (The Scooby & Scrappy-Doo/Puppy Hour) évadát a TV2 mutatta be magyarul 2001-ben, míg az első évadban (The Richie Rich/Scooby-Doo Show) szereplő epizódoknak csak 2012-ben készült el magyar szinkronjuk, melyeket korábban a Boomerang sugárzott.

## Szinkron
| Karakter    | Eredeti hang | Magyar hang      | Magyar hang     |
| Karakter    | Eredeti hang | 2001             | 2012            |
| ----------- | ------------ | ---------------- | --------------- |
| Scooby-Doo  | Don Messick  | Vass Gábor       | Melis Gábor     |
| Scrappy-Doo | Don Messick  | Minárovits Péter | Pálmai Szabolcs |
| Bozont      | Casey Kasem  | Fekete Zoltán    | Fekete Zoltán   |

## Évados áttekintés
| Évad | Évad | Epizódok | Eredeti sugárzás     | Eredeti sugárzás   | Magyar sugárzás    | Magyar sugárzás    |
| Évad | Évad | Epizódok | Évadpremier          | Évadfinálé         | Évadpremier        | Évadfinálé         |
| ---- | ---- | -------- | -------------------- | ------------------ | ------------------ | ------------------ |
|      | 1    | 13 (39)  | 1980. november 8.    | 1981. január 31.   | 2012. március 19.  | 2012. április 4.   |
|      | 2    | 7 (21)   | 1981. szeptember 19. | 1981. október 31.  | 2001. december 22. | 2001. december 30. |
|      | 3    | 13 (39)  | 1982. szeptember 25. | 1982. december 18. | 2001. december 31. | 2002. február 9.   |

## 1. évad
| #  | Eredeti cím                           | Magyar cím                                                    | Eredeti premier    | Magyar premier (Boomerang) |
| -- | ------------------------------------- | ------------------------------------------------------------- | ------------------ | -------------------------- |
| 1  | A Close Encounter with a Strange Kind | Idegen típusú találkozás                                      | 1980. november 8.  | 2012. március 19.          |
| 1  | A Fit Night Out for Bats              | Jó éj ez a denevérengzésre                                    | 1980. november 8.  | 2012. március 19.          |
| 1  | The Chinese Food Factory              | A kínai kajagyár                                              | 1980. november 8.  | 2012. március 19.          |
| 2  | Scooby's Desert Dilemma               | Sivatagi sorscsapás                                           | 1980. november 15. | 2012. március 20.          |
| 2  | The Old Cat and Mouse Game            | Az a jó öreg macska-egér játék                                | 1980. november 15. | 2012. március 20.          |
| 2  | Stow-Aways                            | Potyautasok                                                   | 1980. november 15. | 2012. március 20.          |
| 3  | Mummy's the Word                      | A múmia titka                                                 | 1980. november 22. | 2012. március 21.          |
| 3  | Hang in There, Scooby                 | Kapaszkodj, Scooby!                                           | 1980. november 22. | 2012. március 21.          |
| 3  | Stuntman Scooby                       | Kaszkadőr Scooby                                              | 1980. november 22. | 2012. március 21.          |
| 4  | Scooby's Three Ding-A-Ling Circus     | Scooby világszám cirkusza                                     | 1980. november 29. | 2012. március 22.          |
| 4  | Scooby's Fantastic Island             | Scooby csodaszigete                                           | 1980. november 29. | 2012. március 22.          |
| 4  | Long John Scrappy                     | Kalóz Scrappy                                                 | 1980. november 29. | 2012. március 22.          |
| 5  | Scooby's Bull Fright                  | Scoobykaviadal                                                | 1980. december 6.  | 2012. március 23.          |
| 5  | Scooby Ghosts West                    | Kísért a vadnyugat                                            | 1980. december 6.  | 2012. március 23.          |
| 5  | A Bungle in the Jungle                | Dzsungelháború                                                | 1980. december 6.  | 2012. március 23.          |
| 6  | Scooby's Fun Zone                     | Scooby vidámparkja                                            | 1980. december 13. | 2012. március 26.          |
| 6  | Swamp Witch                           | A lápi boszorkány                                             | 1980. december 13. | 2012. március 26.          |
| 6  | Sir Scooby and the Black Knight       | Sir Scooby és a Fekete Lovag                                  | 1980. december 13. | 2012. március 26.          |
| 7  | Waxworld                              | A panoptikum                                                  | 1980. december 20. | 2012. március 27.          |
| 7  | Scooby in Wonderland                  | Scooby Csodaországban                                         | 1980. december 20. | 2012. március 27.          |
| 7  | Scrappy's Birthday                    | Scrappy szülinapja                                            | 1980. december 20. | 2012. március 27.          |
| 8  | South Seas Scare                      | Déltengeri riadalom                                           | 1980. december 27. | 2012. március 28.          |
| 8  | Scooby's Swiss Miss                   | Scooby svájci uszija                                          | 1980. december 27. | 2012. március 28.          |
| 8  | Alaskan King Coward                   | Alaszkai aranyásók                                            | 1980. december 27. | 2012. március 28.          |
| 9  | Et Tu, Scoob?                         | Te is, fiam, Scoob?                                           | 1981. január 3.    | 2012. március 29.          |
| 9  | Soggy Bog Scooby                      | Scooby az ingoványban (TV2) Úszonyos iszony (Zoom Kft.)       | 1981. január 3.    | 2012. március 29.          |
| 9  | Scooby Gumbo                          | Scooby-féle házitészta (TV2) Bamba bácsi a falánk (Zoom Kft.) | 1981. január 3.    | 2012. március 29.          |
| 10 | Way Out Scooby                        | Kilőtt Scooby                                                 | 1981. január 10.   | 2012. március 30.          |
| 10 | Strongman Scooby                      | Muszkli Scooby                                                | 1981. január 10.   | 2012. március 30.          |
| 10 | Moonlight Madness                     | Holdfény őrület (TV2) Holdfényes bolondság (Zoom Kft.)        | 1981. január 10.   | 2012. március 30.          |
| 11 | Dog Tag Scooby                        | Dogcédulás Scooby                                             | 1981. január 17.   | 2012. április 2.           |
| 11 | Scooby at the Center of the World     | Földalatti mozgalom                                           | 1981. január 17.   | 2012. április 2.           |
| 11 | Scooby's Trip to Ahz                  | Scooóz, a nagy varázsló                                       | 1981. január 17.   | 2012. április 2.           |
| 12 | A Fright at the Opera                 | Az operaház fantomja                                          | 1981. január 24.   | 2012. április 3.           |
| 12 | Robot Ranch                           | Robot tanya                                                   | 1981. január 24.   | 2012. április 3.           |
| 12 | Surprised Spies                       | Elképedt kémek                                                | 1981. január 24.   | 2012. április 3.           |
| 13 | The Invasion of the Scooby Snatchers  | Scoobinvázió                                                  | 1981. január 31.   | 2012. április 4.           |
| 13 | Scooby Dooby Guru                     | Scooby guru                                                   | 1981. január 31.   | 2012. április 4.           |
| 13 | Scooby and the Bandit                 | Scooby és a zsivány                                           | 1981. január 31.   | 2012. április 4.           |

## 2. évad
| # | Eredeti cím                   | Magyar cím                                                    | Eredeti premier      | Magyar premier (TV2) |
| - | ----------------------------- | ------------------------------------------------------------- | -------------------- | -------------------- |
| 1 | Scooby-Nocchio                | Scoobynokkió                                                  | 1981. szeptember 19. | 2001. december 22.   |
| 1 | Lighthouse Keeper Scooby      | Scooby és a világítótorony (TV2) A világítótorony (Zoom Kft.) | 1981. szeptember 19. | 2001. december 22.   |
| 1 | Scooby's Roots                | Scooby gyökerei                                               | 1981. szeptember 19. | 2001. december 22.   |
| 2 | Scooby's Escape from Atlantis | Scooby elmenekül Atlantiszból                                 | 1981. szeptember 26. | 2001. december 23.   |
| 2 | Excalibur Scooby              | Excalibur Scooby                                              | 1981. szeptember 26. | 2001. december 23.   |
| 2 | Scooby Saves the World        | Scooby megmenti a világot                                     | 1981. szeptember 26. | 2001. december 23.   |
| 3 | Scooby Dooby Goo              | Scooby Dooby bébi                                             | 1981. október 3.     | 2001. december 24.   |
| 3 | Rickshaw Scooby               | Riksás Scooby                                                 | 1981. október 3.     | 2001. december 24.   |
| 3 | Scooby's Luck of the Irish    | Scooby írországi kalandja                                     | 1981. október 3.     | 2001. december 24.   |
| 4 | Backstage Scooby              | Scooby a hátsószínpadon                                       | 1981. október 10.    | 2001. december 25.   |
| 4 | Scooby's House of Mystery     | Scooby és a rejtélyek háza                                    | 1981. október 10.    | 2001. december 25.   |
| 4 | Sweet Dreams Scooby           | Szép álmokat, Scooby                                          | 1981. október 10.    | 2001. december 25.   |
| 5 | Scooby-Doo 2000               | Scooby-Doo 2000                                               | 1981. október 17.    | 2001. december 26.   |
| 5 | Punk Rock Scooby              | Scooby, a rocksztár                                           | 1981. október 17.    | 2001. december 26.   |
| 5 | Canine to Five                | Kutya egy kísérlet                                            | 1981. október 17.    | 2001. december 26.   |
| 6 | Hard Hat Scooby               | Scooby védősisakban                                           | 1981. október 24.    | 2001. december 29.   |
| 6 | Hothouse Scooby               | Scooby kertész                                                | 1981. október 24.    | 2001. december 29.   |
| 6 | Pigskin Scooby                | Scooby, a bajnok                                              | 1981. október 24.    | 2001. december 29.   |
| 7 | Sopwith Scooby                | Scooby, a műrepülő                                            | 1981. október 31.    | 2001. december 30.   |
| 7 | Tenderbigfoot                 | A csekész újoncok                                             | 1981. október 31.    | 2001. december 30.   |
| 7 | Scooby and the Beanstalk      | A kutyafáját!                                                 | 1981. október 31.    | 2001. december 30.   |

## 3. évad
| #  | Eredeti cím                       | Magyar cím                                                             | Eredeti premier      | Magyar premier (TV2) |
| -- | --------------------------------- | ---------------------------------------------------------------------- | -------------------- | -------------------- |
| 1  | Maltese Mackerel                  | A máltai makréla                                                       | 1982. szeptember 25. | 2001. december 31.   |
| 1  | Dumb Waiter Caper                 | Dögölj Burton bandája                                                  | 1982. szeptember 25. | 2001. december 31.   |
| 1  | Yabba's Rustle Hustle             | Yabba rámenősen rákapcsol                                              | 1982. szeptember 25. | 2001. december 31.   |
| 2  | Catfish Burglar Caper             | Az ékszerrablás (Boomerang) Búvár betörő (TV2)                         | 1982. október 2.     | 2002. január 1.      |
| 2  | Movie Monster Menace              | A vászon szörnyei                                                      | 1982. október 2.     | 2002. január 1.      |
| 2  | Mine Your Own Business            | Az aranybánya kutyái                                                   | 1982. október 2.     | 2002. január 1.      |
| 3  | Super Teen Shaggy                 | Bozont, a szuperhős                                                    | 1982. október 9.     | 2002. január 5.      |
| 3  | Basketball Bumblers               | Kétbalkezes kosarasok                                                  | 1982. október 9.     | 2002. január 5.      |
| 3  | Tragic Magic                      | Mágus, a mákvirág                                                      | 1982. október 9.     | 2002. január 5.      |
| 4  | Beauty Contest Caper              |                                                                        | 1982. október 16.    | 2002. január 6.      |
| 4  | Stake-Out at the Take-Out         |                                                                        | 1982. október 16.    | 2002. január 6.      |
| 4  | Runaway Scrappy                   |                                                                        | 1982. október 16.    | 2002. január 6.      |
| 5  | Who's Scooby-Doo?                 | Kicsoda Scooby-Doo?                                                    | 1982. október 23.    | 2002. január 12.     |
| 5  | Double Trouble Date               | Zűrös párosrandevú                                                     | 1982. október 23.    | 2002. január 12.     |
| 5  | Slippery Dan the Escape Man       | Csúszós Dan, a szabadulóművész                                         | 1982. október 23.    | 2002. január 12.     |
| 6  | Cable Car Caper                   | Félelem a föld alatt                                                   | 1982. október 30.    | 2002. január 13.     |
| 6  | Muscle Trouble                    | Pancser izompacsirta                                                   | 1982. október 30.    | 2002. január 13.     |
| 6  | Low-Down Showdown                 | Bivalyképű Buckó                                                       | 1982. október 30.    | 2002. január 13.     |
| 7  | Comic Book Caper                  | Képregénykaland                                                        | 1982. november 6.    | 2002. január 19.     |
| 7  | Misfortune Teller                 | Jósolni tudni kell                                                     | 1982. november 6.    | 2002. január 19.     |
| 7  | Vild Vest Vampire                 | A vadnyugat vámpírja                                                   | 1982. november 6.    | 2002. január 19.     |
| 8  | A Gem of a Case                   | Az enyves eset                                                         | 1982. november 13.   | 2002. január 20.     |
| 8  | From Bad to Curse                 | Átok rátok                                                             | 1982. november 13.   | 2002. január 20.     |
| 8  | Tumbleweed Derby                  | A Tumbleweed-i derbi                                                   | 1982. november 13.   | 2002. január 20.     |
| 9  | Disappearing Car Caper            | Az eltűnt autó felgöngyölítése (Boomerang) Az eltűnő autók esete (TV2) | 1982. november 20.   | 2002. január 26.     |
| 9  | Scooby-Doo and Genie-Poo          | Scooby-Doo és Genie-Poo                                                | 1982. november 20.   | 2002. január 26.     |
| 9  | Law & Disorder                    | Seriff sérelem                                                         | 1982. november 20.   | 2002. január 26.     |
| 10 | Close Encounter of the Worst Kind | A legrosszabb típusú találkozások                                      | 1982. november 27.   | 2002. január 27.     |
| 10 | Captain Canine Caper              | Kutyakapitány                                                          | 1982. november 27.   | 2002. január 27.     |
| 10 | Alien Schmalien                   | Ufócska bújócska                                                       | 1982. november 27.   | 2002. január 27.     |
| 11 | The Incredible Cat Lady Caper     | A macskahölgy és bandája (TV2)                                         | 1982. december 4.    | 2002. február 2.     |
| 11 | Picnic Poopers                    | Verseny a javából                                                      | 1982. december 4.    | 2002. február 2.     |
| 11 | Go East, Young Pardner            |                                                                        | 1982. december 4.    | 2002. február 2.     |
| 12 | One Million Years Before Lunch    |                                                                        | 1982. december 11.   | 2002. február 3.     |
| 12 | Where's the Werewolf              | Scooby, a farkasember                                                  | 1982. december 11.   | 2002. február 3.     |
| 12 | Up a Crazy River                  |                                                                        | 1982. december 11.   | 2002. február 3.     |
| 13 | Hoedown Showdown                  | Szappan sztori                                                         | 1982. december 18.   | 2002. február 9.     |
| 13 | Snow Job Too Small                | A gaz majomember                                                       | 1982. december 18.   | 2002. február 9.     |
| 13 | Bride and Gloom                   | Menyasszony kerestetik                                                 | 1982. december 18.   | 2002. február 9.     |